# Florence Football Club 1898
Il Florence Football Club era la società calcistica più antica di Firenze.

## Storia

### Le origini

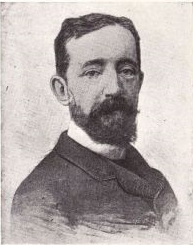
Il primo presidente del Florence Football Club 1898, Pietro Torrigiani.

Il Florence Football Club venne costituito da una élite di sportivi anglo-americani residenti a Firenze, insieme ad un folto gruppo di aristocratici fiorentini, nel maggio del 1898. Nell'atto costitutivo in inglese si rivelava come il Comune di Firenze supportasse fortemente la creazione in città di un sodalizio calcistico e si dichiarava anche che l'antico gioco del Calcio Fiorentino era, con ogni probabilità, il padre del moderno gioco del football praticato in terra britannica. Dal Constitution Act si evincono anche i contorni esclusivi del Club che era dotato di regole di accesso molto restrittive.
L'aristocratico club venne ufficialmente fondato il 26 maggio 1898 presso il salone d'onore del Palazzo dell'Arte della Lana, ove aveva ed ha sede la Società Dantesca Italiana, e nel primo organigramma spicca la composizione anglo-italiana. Il club adottò i colori bianco e rosso dell'insegna cittadina e si mantenne attivo, con certezza, fino al 1909 (il 26 maggio 2010 è stato, comunque, rifondato nella sua veste autentica) ma è documentato che adoperò anche maglie bianche con bande orizzontali celesti e divise interamente bianche o azzurre. Primo presidente ne fu l'allora sindaco di Firenze Marchese Pietro Torrigiani figura di spicco della politica fiorentina nella seconda metà dell'Ottocento. Fu lui a firmare il piano di Risanamento del centro storico di Firenze che dal 1885 demolì la zona del Mercato Vecchio per far posto all'attuale Piazza della Repubblica.
Disputò principalmente i suoi incontri sul Prato del Quercione presso il Parco delle Cascine, campo da gioco condiviso con altre squadre fiorentine dell'epoca come l'Itala FBC, il Firenze FBC, la Juventus-Firenze, la PGF Libertas ed il CS Firenze. Perse il girone toscano della Terza Categoria 1908 contro l'Itala FBC; era la prima volta che due squadre toscane e di Firenze, giocavano un campionato regionale. La famiglia Torrigiani attesta che, alla fine dell'Ottocento, presso il grande prato del Giardino Torrigiani si tenevano allenamenti e venivano disputati incontri privati di football ospitando esponenti delle famiglie inglesi che si erano trasferite a Firenze nel XIX secolo.
Il Florence FC, detto anche "la squadra degli stranieri" per la sua forte componente anglosassone, fu il primo club di calcio a Firenze a giocare "all'inglese"; i loro eredi divennero i rossi della PGF Libertas e i bianchi del CS Firenze, poiché alcuni attivisti del Florence confluirono sia nel Firenze che nella Libertas. Il Florence Football Club sta pertanto al vertice della genealogia dei sodalizi calcistici fiorentini che, nel 1926, formarono l'odierna Fiorentina. Il motto del Club era la locuzione latina Omnibus Locis Pugnatur.

### Il revival
Il club è stato ricostituito il 26 maggio 2010, guidato dal presidente Vanni Torrigiani Malaspina, dal vicepresidente Andrea Claudio Galluzzo, dal direttore sportivo David Bini e dagli allenatori Roberto Vinciguerra e Massimo Sabatini, e ha dato vita al torneo benefico Florence Football Cup che si è disputato annualmente in prestigiosi luoghi della città di Firenze quali Piazza Santa Croce, lo Stadio Artemio Franchi ed il Giardino Torrigiani e ha realizzato iniziative calcistiche volte a procurare visibilità e risorse per le attività di ricerca scientifica della Fondazione Stefano Borgonovo Onlus impegnata nella lotta contro le malattie neurodegenerative come la Sclerosi Laterale Amiotrofica.
Hanno aderito alla rifondazione anche Massimo Cecchi, Tommaso Conforti, Paolo Crescioli, Ottaviano de' Medici di Toscana, Carlo Pallavicino, Luca Giannelli, Luis Laserpe, Andrea Ovaleo Pandolfo, Niccolò Ridolfi di Montescudaio, Flavio Gori, Gianfranco Lottini, Filippo Maria Bougleux, Dimitri Caciolli, Angelo Sorba, Andrea Bruno Savelli, Stefano Del Corona, Marisa Cancilleri, Tommaso Torrigiani Malaspina e Luca Binazzi.
Dalla Florence Football Cup 2017, la società non risulta più attiva.